# Бродфорд (Австралия)
Бродфорд (англ. Broadford) — небольшой город в центральной части штата Виктория (Австралия). По данным переписи 2016 года население Бродфорда составляло 4 319 человек. Город является административным центром графства Митчелл. Находится примерно в 73 км к северу от столицы штата, Мельбурна.
Бродфорд находится на основных транспортные магистралях между Мельбурном и Сиднеем. С востока город обходит автострада Юм, через него проходит железнодорожная линия. Бродфорд расположен на берегу Сандей-Крик, притока Гоулберна.

## История
Аборигенным населением территории Бродфорда являются племена таунгуронг, ранее населявшие большую часть центральной части Виктории, включая побережье залива Порт-Филлип и его окрестности.
Первым европейцем на будущей территории города стал подполковник Генри Уайт, который назван владельцам «Маунт-Пайпер» в октябре 1838 года. Гора Маунт-Пайпер находится в 4 км к западу от Бродфорда. Уайт был первым зарегистрированным землевладельцем в этих местах. На первой карте региона 1842 года обозначена только станция полковника Уайта у Сандей-Крик в 4 км вниз по течению от впадения в неё Драй-Крир. Точка впадения впоследствии стала местом, где появился город Бродфорд.
На той карте изображены овечья станция Гедеона Стюарта, расположенная точно в мечте будущего города Бродфорда, в 181 м к востоку от слияния Драй-Крик с Сандей-Крик. Стюарт прибыл из Хобарта и получил лицензию на овцеводство от 1 июля 1840 года.
Стюарт был партнером известного хобартского публициста Рея Кларка. Кларк уехал из Хобарта и в 1843 году основал гостиницу на месте овечьей станции Стюарта. В октябре 1843 года местность получила название «Кларкс-Форд». Кларк получил генеральную лицензию на «гостиницу „Бродфут“, Сандей-Крик» 27 апреля 1844 года. К апрелю 1845 года она был зарегистрирована как гостиница «Бродфорд».
Территория, традиционно связанная с Бродфордом, — Шугарлоф-Крик. Станция Шугарлоф-Крик возле Бродфорда была первым поселением штата внутри континента. Оно было основано Чарльзом Эбденом и Чарльзом Бонни 14 марта 1837 года.
В 1858 году близлежащей Риди-Крик было обнаружено золото. Некоторое количества золота позже добывалось и в Страт-Крик и Сандей-Крик, но недолго.
1 июля 1852 года в Бродфорде открылось почтовое отделение. Северо-восточная железнодорожная линия достигла города в 1872 году.
Бродфордский магистратский суд прекратил свою деятельность в июле 1980 года и был официально закрыт в ноябре 1981 года. Бывшее здание суда впоследствии использовалось местной религиозной группой.

## Современность
В Бродфорде действует бумажная фабрика. Здесь открыта начальная школа, колледж и два детских сада.
Здесь также расположен Мотоциклетный комплекс штата Виктория, который включает как асфальтовые, так и внедорожные трассы, где проводятся национальные соревнования по мотоциклетным гонкам, а также любительские заезды. В 2014 году часть комплекса арендовала Caliber Sports Inc., а в 2015 году здесь прошли соревнования Tough Mudder Australia.
Одним из популярных видов спорта в Бродфорде является австралийский футбол, команда «Кенгуру» играет в футбольной лиге округа Ридделл. Бродфордская молодёжная команда представлена в Нетбольной лиге Сеймура.
Также в городе есть клубы игры в боулз, крикет и гольф.

## Население
| Год  | Количество человек |
| ---- | ------------------ |
| 2006 | 3625               |
| 2016 | 4319               |

## Экономика
В Бродфорде располагается бумажная фабрика.